# Kaple Nalezení svatého Kříže (Praha)
Barokní chrám svatého Kříže a svaté Heleny (původně Nalezení sv. Kříže) se nachází v Praze-Stodůlkách v části zvané Háje, mimo zástavbu, na jižní straně železniční trati 122 mezi zastávkou Praha-Stodůlky a nádražím Praha-Zličín, asi 150 metrů západně od železničního mostu přes ulici Jeremiášovu, nad zastávkou autobusu Bílý Beránek v ulici Za Hájčím dvorcem jižně od ulice Pod viaduktem, jejíž zástavba má zadní stranu na opačné straně železniční trati. Kolem chrámu vede štěrkem vysypaná pěšina od Jeremiášovy ulice k zahrádkářské osadě a ke dvoru Háje. Od Hájčího dvora vede k chrámu komunikace. Chrám je chráněn jako kulturní památka České republiky.

## Historie
Nedaleko byla v letech 1738–1740 vybudována hostinská usedlost Bílý Beránek . 
V místě dnešního chrámu tábořila v roce 1742 vojenská posádka císařovny Marie Terezie pod velením jejího manžela, vévody Františka Štěpána Lotrinského. Jejím úkolem bylo vypudit z Prahy nepřátelskou francouzskou a bavorskou posádku. Dne 6. srpna 1742 nalezl jeden voják v káceném stromu zarostlý kovový kříž. Odevzdal jej vévodovi, který si jej ponechal na památku a později jej předal císařovně. Dnes již není známo, kde se nachází onen nalezený kovový kříž. Existuje údajně mědirytina, která znázorňuje jeho podobu a kterou zhotovil pražský mědirytec M. Stilbal. 
Když v roce 1743 císařovna přijela do Prahy, aby zde byla korunována na českou královnu, navštívila také místo, kde tábořilo vojsko jejího manžela. Na tomto místě, kde byl nalezen kovový kříž, položila základní kámen ke stavbě chrámu, který měl být z jejího rozkazu posvěcen na titul Nalezení svatého Kříže. Dne 25. srpna 1754 byl kostelík za přítomnosti císařovny Marie Terezie posvěcen pražským arcibiskupem hrabětem Janem Mořicem Gustavem Manderscheidem. Kostelík v této době stál zcela o samotě na zalesněném ostrohu.
Roku 1761 věnovala císařovna Marie Terezie novému kostelíku finanční kapitál ve výši 300 zlatých. Z úroků z tohoto kapitálu mělo připadnout faráři ročně pět zlatých a hudebníkům dva zlaté. Zbývajících osm zlatých mělo být věnováno na údržbu kostelíka. Duchovním správcem byl ustanoven libocký farář, jehož povinností bylo sloužit v něm tři mše svaté ročně, a to dne 3. května u příležitosti svátku Nalezení svatého kříže (tento svátek byl po druhém vatikánském koncilu zrušen), 25. srpna v den výročí posvěcení kostela a 14. září ve svátek Povýšení svatého Kříže. K libocké farnosti patřil kostelík do roku 1787.

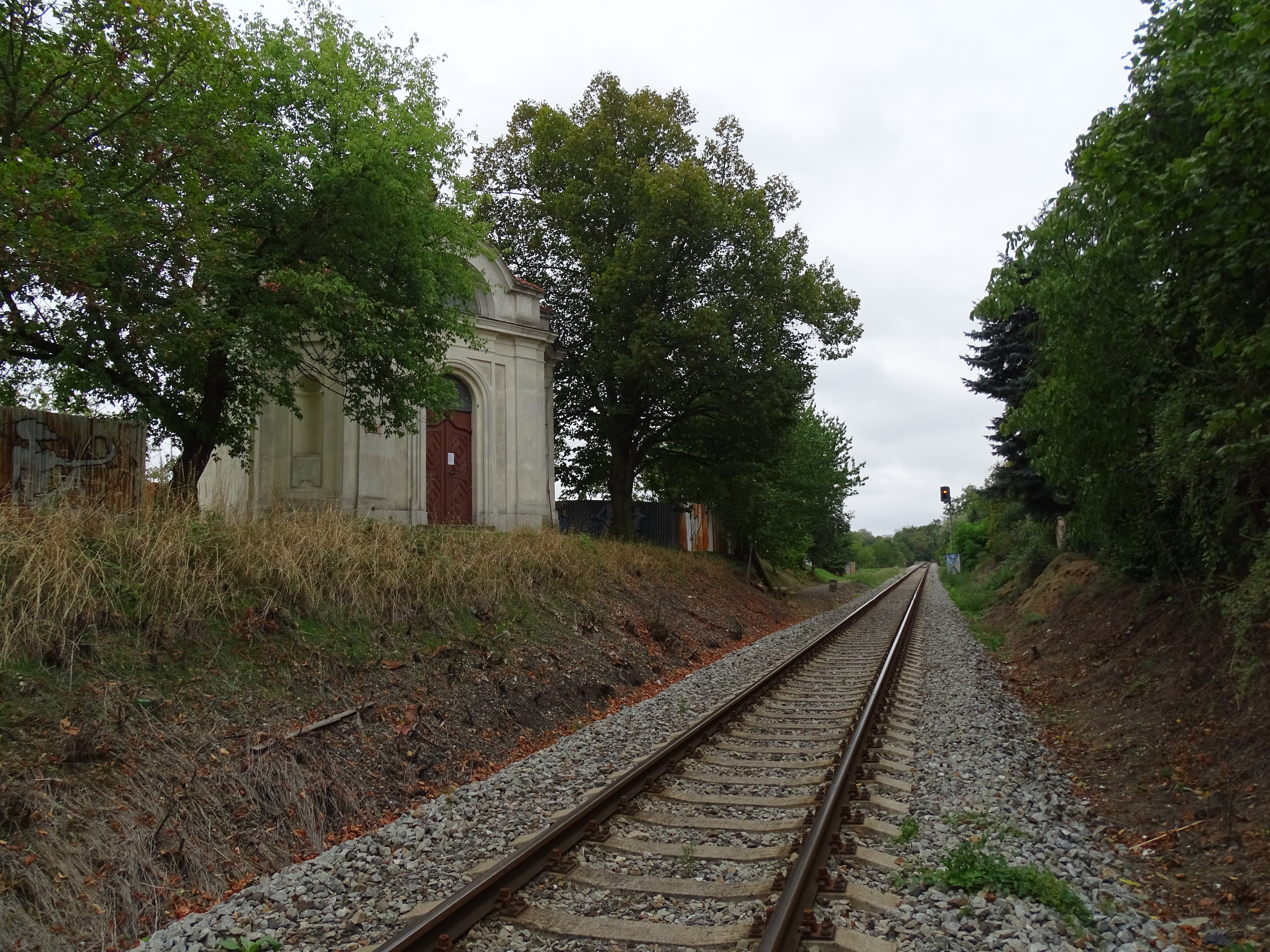
Poloha kaple u železniční trati

Roku 1787 císař Josef II. v rámci církevních reforem kapli vyňal z církevního užívání. Opuštěná kaple poté pomalu chátrala. Sloužila jako přístřeší potulným živlům, což bylo příčinou její devastace. Na počátku 70. let 19. století byla kolem kaple postavena železniční trať. V roce 1892 se zchátralého kostelíku ujal německy mluvící český duchovní Mons. Karl Jänig, který jej vlastním nákladem za pomoci inženýra Františka Zelenky, majitele nedalekého Hájčího dvora, nechal opravit. 25. srpna 1892 byl kostelík znovu posvěcen. Náboženský život se však do něj vrátil jen nakrátko, a tak byl opět odsouzen k pomalému chátrání. K jeho větší opravě došlo počátkem v osmdesátých a devadesátých letech 20. století. Poškozené ozdobné dveře s cheruby byly nahrazeny jednoduchými. Vybavení interiéru bylo nenávratně ztraceno či zničeno. Po opravě přibližně do roku 2006 byl kostelík příležitostně využíván farností sv. Jakuba Staršího ve Stodůlkách. Poté nebyl využíván až do jara roku 2011.
V současné době[kdy?] je chrám v soukromém vlastnictví. Interiér byl vyčištěn a připraven ke konání bohoslužeb. Od června roku 2011 jsou zde konány pravidelné nedělní řeckokatolické posvátné liturgie. Vzhledem k tomu, že svátek Nalezení sv. Kříže byl v minulosti zrušen a oltář nese vyobrazení sv. Heleny, byl kostel v červnu 2016 vysvěcen biskupem dr. Špinerem na titul sv. Kříže a sv. Heleny.

## Popis

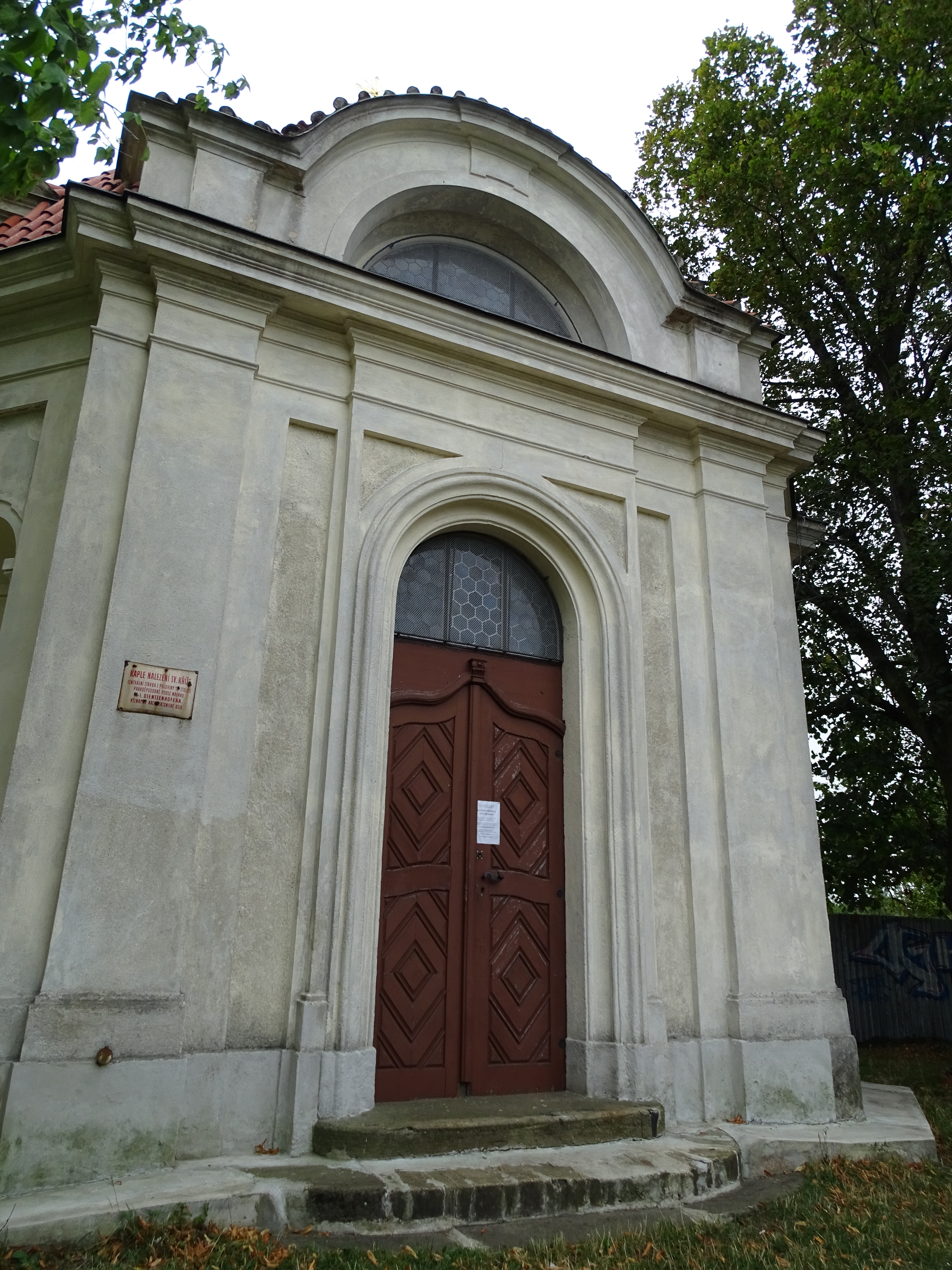
Průčelí

Architektem a stavitelem chrámu je s největší pravděpodobností Kilián Ignác Dientzenhofer, známý český architekt a stavitel německého původu, představitel vrcholného baroka.
Jedná se o stavbu kruhového půdorysu s dvěma apsidami. V malé vstupní apsidě jsou dvoukřídlové vstupní dveře. Otupené rohy této apsidy jsou ozdobeny výklenky. Ve velké apsidě je umístěn presbytář. Chrám je zastřešen mansardovou střechou, na jejímž vrcholu se blýská kovový kříž vsazený v kamenné kouli. Denní světlo do kostelíka vniká v dostatečné míře dvěma velkými vitrážovými okny umístěnými na bocích velké apsidy, vitrážovými okny nad podstřešní římsou a vitrážovým oknem nad vchodovými dveřmi. Do chrámu se vchází po dvou širokých nízkých schodech.
Podlaha je kamenná. Vnitřek je klenutý, v rozích jsou pilastry (neúplné sloupy) s rokokovými hlavicemi. Kněžiště sestává ze dvou stupňů a okrouhlého kamenného oltáře pokrytého bílým oltářním plátnem. Interiér je bohatě zdoben krásnými nástěnnými malbami.

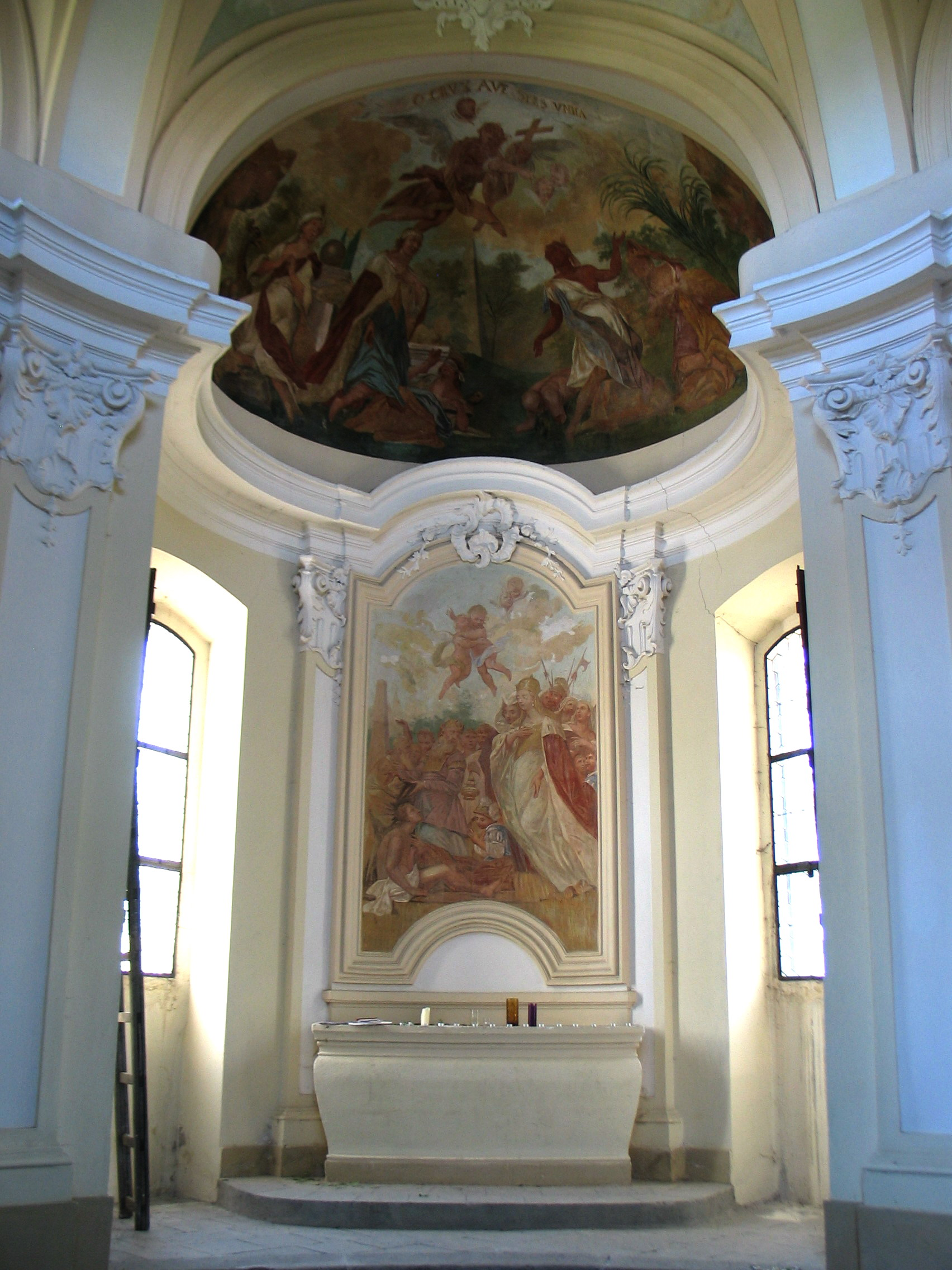
Interiér kaple

Na oltářní nástěnné malbě je znázorněna scéna nalezení svatého Kříže, jak ji podává Legenda aurea (Zlatá legenda), kterou napsal přibližně koncem padesátých let 13. století dominikánský mnich a pozdější janovský arcibiskup Jakub z Voragine. 
Obraz na klenbě apsidy nad oltářem znázorňuje vítězství křesťanství nad pohanstvím. Jsou na něm patrné čtyři ženy, z nichž každá má představovat jeden světadíl: Europu, Asii, Afriku a Ameriku. Austrálie a Oceánie v této době byla neznámá. Alegorická postava bílé pleti v královském rouchu klečí na postavě se zavázanýma očima, která představuje pohanství. Dole leží rozbitá modla, na pozadí je vidět pyramida se sfingou. Nad tím se vznáší anděl s křížem. Nahoře v oblacích vlaje stuha s nápisem O CRUX AVE SPES UNICA, což v překladu z latiny znamená Buď pozdravem, Kříži, jediná naděje. Kopulovitá klenba chrámu je na bocích zdobena obrazy čtyř andělů nesoucích na poduškách vladařské insignie, a to korunu římského císaře, českou svatováclavskou korunu, uherskou svatoštěpánskou korunu a rakouský arcivévodský klobouk. Ve středu kopule je obraz anděla s křížem a po jeho obvodu slova FULGET CRUCIS MYSTERIUM, což v překladu z latiny znamená Tajemství kříže září.
Chrám sv. Kříže a sv. Heleny v Praze – Stodůlkách (původně Nalezení sv. Kříže) prošel v době od června 2011, odkdy se v něm poprvé v historii konají pravidelné nedělní bohoslužby, mnoha změnami. Po jeho vyklizení od nepotřebných artefaktů a úklidu bylo přistoupeno k postupnému vybavování jeho interiéru, opravám a zlepšení přístupových komunikací.
Již v roce 2012 byly pořízeny lavice a harmonium. Po zavedení elektřiny byl chrám vybaven elektronickým zabezpečením napojeným na pult centrální ochrany Městské policie a Policie České republiky. vytápěním lavic a klekátek topnými koberečky a osvětlením lavic, kněžiště a harmonia. Vzhledem k růstu počtu návštěvníků bohoslužeb byla přidána další lavice včetně jejího vytápění. K zateplení chrámu byly dále do prostoru pro věřící a pro kněze pořízeny koberce. Vzhledem k tomu, že v tomto chrámu jsou konány řeckokatolické bohoslužby střídavě ve staroslověnštině a v ukrajinštině, byl chrám dále podle východních zvyklostí vybaven svíčníkem, kde věřící zapalují svíčky za zemřelé, a analojem (ozdobným podstavcem) s ikonou Přesvaté Bohorodičky, u níž se věřící zpovídají. Na místo původně zvažovaného ikonostasu (dřevěná stěna oddělující prostor kněžiště od prostoru pro věřící vyzdobená ikonami) byly ikony umístěny v kněžišti a na bočních stěnách chrámu. V prostoru kněžiště jsou umístěny nad prestolem (oltářem) ikona Přesvaté Bohorodice, na pilastrech (neúplných sloupech) ikony Přesvaté Bohorodice a Pána Ježíše Krista, nad žertveníkem (bočním stolkem k přípravě darů) ikona Poslední večeře Páně s dvanácti apoštoly. V dolní řadě na pilastrech počínaje vpravo od kněžiště jsou kruhové ikony sv. Haliny, sv. Natalie, sv. Taťány a sv. Kateřiny. Ve střední řadě jsou umístěny počínaje vpravo od kněžiště ikony sv. Řehoře Nyssenského, sv. Markéty, Pána Ježíše Krista, sv. Heleny, sv. Jaroslava, sv. Sofie a jejích dcer svatých Věry, Naděždy a Ljuby, sv. Josafata, sv. Ireny, svatých Borise a Gleba, sv. Olgy, sv. Vladimíra, Přesvaté Bohorodice, sv. Lva Velikého, sv. Oksany (Xenie). V horní řadě počínaje vpravo od kněžiště jsou umístěny ikony dvanácti největších řeckokatolických svátků, tj. Narození Přesvaté Bohorodice, Uvedení do chrámu přesvaté Bohorodice, Zvěstování Páně, Narození Pána Ježíše Krista, Setkání (Obětování) Páně, Křest Páně, Proměnění Páně, Vchod Páně do Jeruzaléma, Vzkříšení Páně, Nanebevstoupení Páně, Nejsvětějších Trojice, Nanebevzetí Přesvaté Bohorodice. Prestol a analoj byly vyzdobeny květinami. Pro potřeby kněze byla zbudována v kněžišti dřevěná skříň.
V roce 2018 byla provedena velká oprava exteriéru i interiéru budovy chrámu, byly pořízeny nové vitráže a nátěry, na vnější straně dveří chrámu byly instalována informativní vitrínka.
Ještě předtím byly proveden terénní úpravy a zpevnění cesty od Hájčího dvorce. U vchodu do zahrádkářské kolonie v těsné blízkosti chrámu byla zřízena parkovací místa pro osobní auta. Od Jeremiášovy ulice byly vybudovány nově schody se zábradlím a zpevněna a dle možností rozšířena cesta pro pěší podél železniční trati ke chrámu.
Tím byla téměř dvoumilionovými náklady bez jakýchkoli dotací opravena a zpřístupněna významná barokní památka tohoto tereziánského chrámu. 